# Maurice Journeau
 (juillet 2025).
Si vous disposez d'ouvrages ou d'articles de référence ou si vous connaissez des sites web de qualité traitant du thème abordé ici, merci de compléter l'article en donnant les références utiles à sa vérifiabilité et en les liant à la section « Notes et références ».
Maurice Journeau, né le 17 novembre 1898 à Biarritz au Pays basque et décédé le 9 juin 1999 à Versailles, est un compositeur français.

## Biographie
Maurice Journeau étudie le piano dès l'enfance et commence à composer à l'adolescence. Peu après son baccalauréat, il est mobilisé en avril 1917, ce qui interrompt ses premiers essais musicaux.
Il peut ensuite faire ses études de composition à l'École normale de musique de Paris de 1920 à 1922, suivant notamment les cours de Nadia Boulanger, rue Théodore Ballu. Dès 1921, son Menuet et sa Valse marquent le début de sa composition officielle et la maison d'édition Maurice Sénart — dont le fonds a été repris par Salabert — publiera ses œuvres de jeunesse jusqu'en 1931. À la fin de ses études, il doit repartir à Biarritz, avec le conseil de ses maîtres de toujours continuer à écrire.
Dès son mariage en 1926, Maurice Journeau s'établit à Nice où il vit pendant dix ans. Il y écrit notamment des œuvres pour violon, créées par Gil Graven, soliste des Concerts internationaux.
En 1936, il monte à Paris où il compose la plupart de ses œuvres, principalement pour piano — son instrument de prédilection — et pour musique de chambre. Les années 1950 sont caractérisées par quelques enregistrements radiodiffusés, par l'écriture pour instruments à vent et pour orchestre, par un souci de renouvellement, y compris dans le cadre d'un dodécaphonisme bien personnel, mais vite abandonné[réf. nécessaire]. Les années 1970, période de grande maturité, voient éclore des œuvres de musique sacrée. En 1984, Maurice Journeau met volontairement un point final à son écriture.
Fin 1992, sa musique inédite commence à être découverte par les artistes et le public, puis à être régulièrement publiée par les éditions Combre. En 1998, Maurice Journeau voit son centenaire fêté dans plusieurs villes en France et en Allemagne. Commence alors une discographie permettant une divulgation plus large de ses œuvres pour piano et cordes. Maurice Journeau meurt à Versailles en 1999 ayant assisté à l'essor de sa musique. 
Il laisse un répertoire d'environ 75 œuvres, essentiellement pour piano et musique de chambre, également pour orchestre et orgue et très accessoirement pour voix et clavecin. De nombreux arrangements de ses propres œuvres sont écrits par lui-même.

## Œuvres
Œuvres éditées

### Œuvres pour piano
- Valse, op. 2 (1921)
- Deux mélodies, op. 5 (1922)
- Fugue (1924)
- Sur l'étang (1929)
- Pièces enfantines, op. 14 (1929)
- Ronde enfantine
- Humoresque, op. 28 (1946)
- Suite pour les jeunes, op. 42 (1956)
- Divertissement pour deux pianos, op. 49 (1959)
- Simple Cantilène, op. 50 (1959)
- Le Furet, op. 51
- Toccata pour piano, op. 52 (1970)
- Six Impromptus (1971-1974)

### Œuvre pour cordes
- Quatuor à cordes, op. 11 (1927)

### Œuvres pour orgue]
- Choral, op. 17 (1931)
- Fond Sonore pour une messe basse, op.44 (1957)
- Simple Cantilène, op. 50 (1959)
- Suite pour orgue, op. 53 (1971)
- Fantaisie pour violon & orgue, op. 54 (1971)
- Prière à la Vierge pour voix et orgue, op. 57 (1972)
- Toccata pour orgue, (1974)